# Doloclanes abas
Doloclanes abas är en nattsländeart som beskrevs av Malicky och Chantaramongkol 1996. Doloclanes abas ingår i släktet Doloclanes och familjen stengömmenattsländor. Inga underarter finns listade i Catalogue of Life.